# Hou Yifan
Hou Yifan (侯逸凡S, Hóu YìfánP; Nanchino, 27 febbraio 1994) è una scacchista cinese, grande maestro, campionessa del mondo femminile tra il 2010 e il 2011 e poi ancora nel 2013 e 2016.
Dopo essersi laureata in Studi Internazionali a Pechino, nel 2018 grazie ad una borsa di studio Rhodes si è iscritta all'Università di Oxford. Nel 2020 a 26 anni è diventata il più giovane professore ordinario della storia dell'Università di Shenzhen nella quale guida il programma scacchistico universitario.

## Carriera
Nel settembre 2008 è diventata, all'età di 14 anni, la più giovane finalista di sempre del campionato del mondo femminile di scacchi, ma ha perso nel match di Dresda contro la russa Aleksandra Kostenjuk per 1,5-2,5. È stata nominata Grande maestro assoluto nel congresso FIDE di Dresda del novembre 2008, all'età di 14 anni e otto mesi (il più giovane Grande Maestro donna di sempre, superando il record precedente che apparteneva, con 15 anni e due mesi, a Humpy Koneru).
Nel 2003 vinse il campionato del mondo femminile U10 a Halkidiki in Grecia. Nel 2006 partecipò al campionato del mondo femminile di Ekaterinburg, venendo superata al 3º turno dalla georgiana Khursidze. Nel 2006 ha partecipato al campionato del mondo juniores femminile, realizzando 9/13 e classificandosi seconda dopo la connazionale Shen Yang. Nel 2007 ha vinto a Chongqing il Campionato cinese femminile, difendendo il titolo con successo l'anno successivo a Pechino. Ha partecipato nel 2008 alle Olimpiadi di Dresda, vincendo una medaglia d'argento individuale in 4ª scacchiera con 11/13.

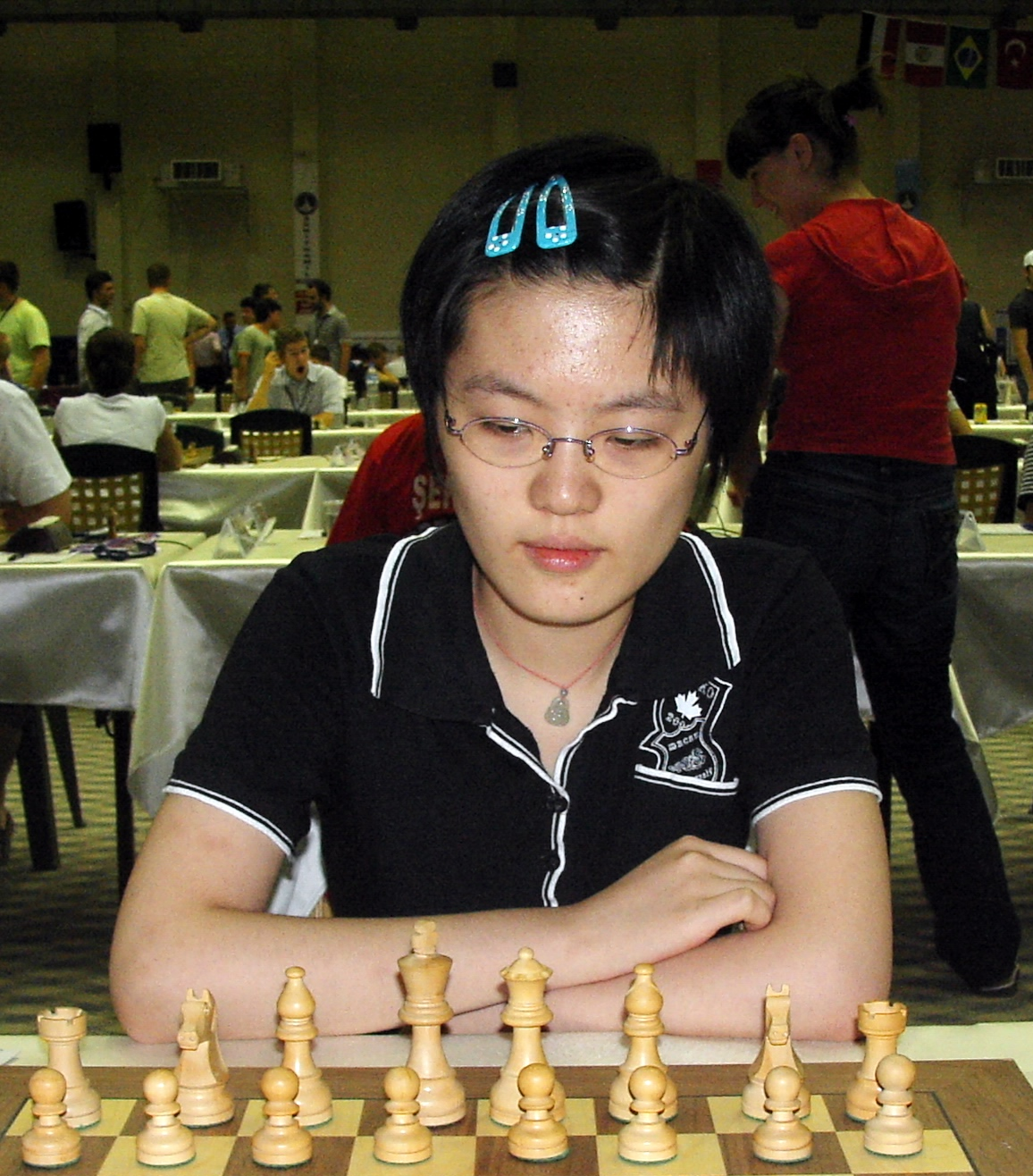
Hou Yifan nel 2008

In dicembre 2010 è diventata campionessa del mondo femminile, battendo ad Antakya nella finale agli spareggi rapidi per 3-1 la connazionale Ruan Lufei. All'età di 16 anni e 10 mesi, è la più giovane campionessa del mondo di scacchi di sempre. Ha poi difeso con successo il titolo nel Campionato del mondo femminile 2011 in un match contro Humpy Koneru, per poi perderlo a favore dell'ucraina Anna Ušenina nel Campionato del mondo femminile 2012, svoltosi con il sistema dell'eliminazione diretta.
Nel 2013 ha preso parte alla Coppa del Mondo venendo eliminata al primo turno dal lettone Aleksej Širov. Poche settimane dopo, nel Campionato del mondo femminile 2013, ha riconquistato il titolo mondiale femminile travolgendo con il punteggio di 5,5 a 1,5 la campionessa in carica Anna Ušenina. In agosto-settembre 2014 ha vinto assieme a Ju Wenjun l'ultima tappa del "FIDE Women's Grand Prix 2013-14" di Sharjah, terminando al primo posto nella classifica finale del Grand-Prix.
All'inizio del 2015 ha annunciato di non voler partecipare al campionato del mondo femminile, che si è poi svolto a Soči in marzo-aprile 2015. Il campionato è stato vinto dall'ucraina Marija Muzyčuk, che è diventata la nuova campionessa del mondo. Hou Yifan, quale vincitrice del FIDE Women's Grand Prix 2013-14, ha però acquisito il diritto di giocare un match per il titolo con Marija Muzyčuk, svoltosi nel marzo 2016 a Leopoli, match che ha visto la cinese prevalere per 6-3 (+3 =6 -0). Nell'ottobre 2015 ha vinto a Monte Carlo la prima tappa del Women's FIDE Grand Prix Series 2015-2016 con 9 punti, superando di due Marija Muzyčuk. In dicembre ha vinto il premio per la migliore giocatrice nel Qatar Masters Open.
Nel settembre 2016 vince le Olimpiadi scacchistiche femminili con la squadra della Cina; ha giocato in prima scacchiera, ottenuto 5,5 punti e conquistato, oltre alla Medaglia d'Oro a squadre, la Medaglia d'Argento individuale. Nell'agosto 2017 vince il Torneo scacchistico internazionale di Bienne con 6,5 punti su 9. In settembre partecipa alla Coppa del Mondo Assoluta e viene eliminata al secondo turno da Lewon Aronyan. Nella lista FIDE di marzo 2015 ha ottenuto 2686 punti Elo, proprio record personale, al primo posto della classifica mondiale femminile, seguita da Judit Polgár.
Nel 2021 in luglio vince il 2021 FIDE Chess.com Women's Speed Chess Championship, un torneo a cadenze veloci disputato online con la formula dell'eliminazione diretta, dedicato a giocatrici titolate.

## Partite notevoli
- Hou Yifan - Emil Sutovskij, Aeroflot open 2007,  Siciliana Najdorf B93
- John van der Wiel - Hou Yifan, Wijk aan Zee-B 2007,  Siciliana Najdorf B96
- Hou Yifan - Alisa Galljamova, Coppa Trans-Urali 2007,  Siciliana Rossolimo B30
- Hou Yifan - Nigel Short, Wijk aan Zee-B 2008,  Spagnola berlinese C67
- Hou Yifan - Krishnan Sasikiran, Wijk aan Zee-B 2009,  Difesa Caro-Kann B17